# Sigefredo Pacheco
Sigefredo Pacheco este un oraș în Piauí (PI), Brazilia.